# Kadlecia heptaphylla
Kadlecia heptaphylla är en skalbaggsart som beskrevs av Frey 1965. Kadlecia heptaphylla ingår i släktet Kadlecia och familjen Melolonthidae. Inga underarter finns listade i Catalogue of Life.